# Pterodactylus
Pterodactylus var ett släkte flygödlor som levde under Jura. Fossil av dessa djur hittades bland annat nära Weymouth i England, i dagbrott nära Solnhofen och Mörnsheim i tyska Bayern samt vid kullen Tendaguru i Tanzania. Det antas att arterna levde nära strandlinjer och att de hade mindre fiskar och andra smådjur som föda.
Pterodactylus vingspann varierade mellan 50 och 75 centimeter. Den smala och långsträckta skallen saknar en tuppkam av benplattor. Individerna hade 13 till 39 tänder i övre käken.
Ett flertal arter beskrevs för släktet men idag sammanfattas de vanligen till tre arter.
Det vetenskapliga namnet kommer från grekiskan och är sammansatt av orden pteron (πτερόn, som betyder vinge) och daktylos (δάκτυλος, som betyder finger).